# Mikołaj Skaszewski
Mikołaj Skaszewski herbu Grabie (zm. przed 11 marca 1681 roku) – chorąży bielski od 1643 roku.
Poseł sejmiku brańskiego na sejm 1649/1650 roku, sejm 1658 roku, sejm 1662 roku, sejm 1664/1665 roku, sejm 1665 roku, pierwszy sejm 1666 roku, poseł sejmiku włodzimierskiego województwa kijowskiego na sejm 1650 roku, poseł na drugi sejm 1666 roku, sejm 1667 roku, sejm nadzwyczajny (abdykacyjny) 1668 roku.
W 1648 roku był elektorem Jana II Kazimierza Wazy z województwa podlaskiego. Podpisał pacta conventa Michała Korybuta Wiśniowieckiego w 1669 roku. Poseł na sejm nadzwyczajny 1670 roku z ziemi bielskiej. Był członkiem konfederacji generalnej zawiązanej 15 stycznia 1674 roku na sejmie konwokacyjnym. W 1674 roku był elektorem Jana III Sobieskiego i posełem na sejm elekcyjny z województwa podlaskiego.